# Robert Stewart (astronauta)
Robert Lee Stewart (Washington D.C., 10 de maio de 1942) é um ex-general e ex-astronauta norte-americano, veterano de duas missões no espaço a bordo do ônibus espacial.

## Biografia
Formado em matemática e engenharia aeroespacial, entrou para o Exército dos Estados Unidos em 1964, onde serviu em defesa antiaérea, depois qualificando-se como piloto. Nesta função, foi piloto de testes de jatos e helicópteros, ajudando a desenvolver sistemas eletrônicos para o UH-60 Black Hawk entre eles, baseado na Base Aérea de Edwards. Como piloto militar do exército e de testes, acumulou mais de 6 mil horas de voo em 38 tipos de avões e helicópteros.
Tornou-se astronauta em 1979, inicialmente exercendo funções em terra, onde testou os sistemas de controles de voo da STS-1 Columbia, o primeiro voo do ônibus espacial. Foi tripulante reserva da STS-4 a e atuou como CAPCOM da missão STS-5.
Em 3 de fevereiro de 1984 foi a primeira vez ao espaço como especialista de missão da STS-41-B, missão de oito dias em órbita na nave Challenger, em que pela primeira vez um astronauta, Bruce McCandless, flutuou solto no espaço sem ligação com a nave, usando a Unidade de Manobra Tripulada.
Seu segundo voo foi um ano depois, em outubro de 1985, na STS-51-J Atlantis, uma missão de quatro dias para o Departamento de Defesa dos Estados Unidos, que colocou em órbita um satélite militar. Quando realizou estes voos, tornou-se o primeiro militar da ativa dos Estados Unidos a atuar também como astronauta. Com as duas missões, Stewart acumulou um total de 289 horas no espaço, 12 delas em "caminhadas espaciais".
Quando treinava para seu terceiro voo espacial, em 1986, Stewart foi promovido a general de brigada pelo Exército e transferido da NASA para o vice-comando geral do Comando de Defesa Espacial e de Mísseis do Exército dos Estados Unidos (SMDC), no Alabama, onde comandou pesquisas para o desenvolvimento de tecnologia de mísseis balísticos.

Deixou o Exército em 1992 e transferiu-se para a iniciativa privada, onde trabalhou até a aposentadoria.